# کریگ پیرس

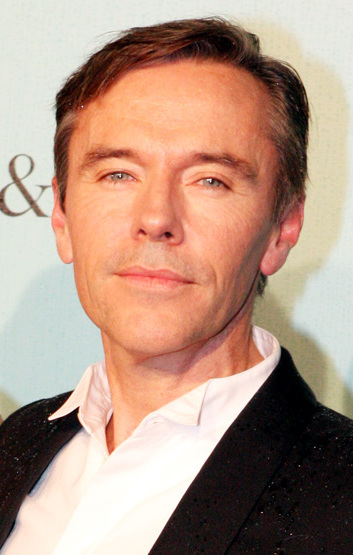
نگارهٔ کریگ پیرس، هنرپیشه اهل استرالیا - ۲۰۱۳

کرِیگ پیرس (انگلیسی: Craig Pearce؛ زادهٔ ۳۰ نوامبر ۱۹۶۱) هنرپیشه اهل استرالیا است.